# 45th Street (metropolitana di New York)
45th Street è una fermata della metropolitana di New York situata sulla linea BMT Fourth Avenue. Nel 2019 è stata utilizzata da 2 461 410 passeggeri. È servita dalla linea R sempre e dalla linea N solo di notte. Durante le ore di punta fermano occasionalmente alcune corse della linea W.

## Storia
La stazione fu aperta il 22 settembre 1915. Venne ristrutturata a inizio anni 1970.

## Strutture e impianti
La stazione è sotterranea, ha due banchine laterali e quattro binari, i due esterni per i treni locali e i due interni per quelli espressi. È posta al di sotto di Fourth Avenue e possiede quattro ingressi a nord dell'incrocio con 45th Street.

## Interscambi
La stazione è servita da alcune autolinee gestite da NYCT Bus.
- Fermata autobus